# Tim Brown (calciatore)
Tim Brown (Ascot, 6 marzo 1981) è un ex calciatore neozelandese, di ruolo centrocampista.

## Carriera

### Club
Ha iniziato la sua carriera calcistica con il Miramar Rangers, per poi trasferirsi negli Stati Uniti, dove ha giocato con la University of Cincinnati ed il Richmond Kickers nella USL Second Division.
Nel 2006 è passato al Newcastle Jets, club militante nell'A-League australiana. Ha fatto il suo debutto con la nuova squadra l'8 ottobre 2006 in una sconfitta per 2-0 contro il Melbourne Victory e un mese dopo, il 4 novembre, ha segnato il suo primo gol con i Jets, fissando il punteggio della partita contro il Sydney FC sull'1-1.
Nella stagione 2007-2008 Brown si è trasferito al Wellington Phoenix, neonata squadra neozelandese che avrebbe tuttavia partecipato alla A-League, dove è stato nominato vice capitano. Ha debuttato in campionato il 30 settembre 2007 in una vittoria per 4-1 ai danni del Perth Glory. Nella stagione successiva ha segnato il suo primo gol per la squadra neozelandese, della quale rappresenta uno dei giocatori di maggiore spicco.

Nel 2012 chiude la sua carriera a 31 anni, per poter continuare la sua carriera studentesca.

### Nazionale
Ha rappresentato la Nuova Zelanda nelle Nazionali di calcio Under-20 e Under-23 prima di debuttare con la Nazionale maggiore il 31 maggio 2004 nella partita vinta per 3-0 contro le Isole Salomone. È stato convocato per prendere parte alla FIFA Confederations Cup 2009 con il ruolo di capitano.
Nel maggio 2010 è stato inserito nella lista neozelandese dei convocati per il campionato del mondo 2010 in Sudafrica. A causa di un infortunio alla spalla occorsogli durante un'amichevole contro l'Australia, ha rischiato di non parteciparvi. Sottopostosi ad un intervento chirurgico, la sua partecipazione è rimasta in dubbio fino alla vigilia del torneo. È infine riuscito a recuperare dall'infortunio e ha potuto prendere parte ai Mondiali, ma non ha giocato nessuna partita.